# يان داهل
يان داهل هو منافس ألعاب قوى سويدي، ولد في 28 ديسمبر 1882، وتوفي في 18 ديسمبر 1961.

## وصلات خارجية
- يان داهل على موقع أوليمبيديا (الإنجليزية)
- يان داهل على موقع اللجنة الأولمبية السويدية (السويدية)